# Tovdal
Tovdal is een dorp en een voormalige gemeente in de fylke Agder in het zuiden van Noorwegen. Het dorp ligt in een smal dal langs de Tovdalselva. Tovdal werd in 1908 een zelfstandige gemeente, maar werd in 1967 weer bij Åmli gevoegd waar het voor 1908 ook al bij hoorde. In Tovdal staat een houten kerkje uit 1820. De enige wegverbinding met het dorp is Fylkesvei 272, die Tovdal verbindt met Riksvei 41. Na Tovdal loopt de weg nog een kleine 10 kilometer door om dan over te gaan in een bergpad.